# Вахенрот
Вахенрот (нім. Wachenroth) — громада в Німеччині, розташована в землі Баварія. Підпорядковується адміністративному округу Середня Франконія. Входить до складу району Ерланген-Гехштадт.
Площа — 23,16 км2. Населення становить 2225 ос. (станом на 31 грудня 2020).

## Географії

### Адміністративний поділ
Громада  складається з 9 районів:
- Бухфельд
- Вармерсдорф
- Вайнгартсгройт
- Горбах
- Ройманнсвінд
- Фолькерсдорф
- Оберальбах
- Унтеральбах
- Еккартсмюле